# Педро Ромеро Мартінес
Педро Ромеро Мартінес (ісп. Pedro Romero; 19 листопада 1754, Ронда — 10 лютого 1839) — прославлений іспанський тореадор. Техніка сильно відрізнялася від тореадорських прийомів, що практикуються в той час, і відрізнялася винятковою сміливістю і спокоєм тореадора.

## Життєпис
Народився 19 листопада 1754 у Ронді у тореадорів. Його батько Хуан Ромеро та молодший брат Хосе також були відомими тореадорами, а дід — Педро Франсіско Ромеро був першим, хто почав використовувати мулету та есток.
Розпочинав свою кар'єру, допомагаючи батькові. Перша корида Педро відбулася в 1771, в 1772 він брав участь у коридах в Альхесірасі та Севільї як юніор.
У 1775 досяг такої майстерності, що в Мадриді на площі Пласа-Майор змагався з двома найкращими тореадором того часу - Хоакіном Родрігесом Костійаресом і Пепе-Ільо. 
У 1776 вбив 285 биків, отримавши блискучу репутацію.
19 травня 1785 в його рідному місті боєм за його участю відкрито нову арену.
До моменту завершення своєї кар'єри 20 жовтня 1799 вбив 5558 бугаїв і жодного разу не отримав жодної рани.
У 1830, коли йому було вже 76 років, був призначений королем Фердинандом VII керівником та педагогом Школи Тавромахії у Севільї. Свого останнього бика він убив у 1831 і присвятив його королеві Ізабеллі II.
Помер 10 лютого 1839.
Його популярність настільки велика, що у його рідному місті йому встановлено два пам'ятники, а на початку вересня проводиться фестиваль Педро Ромеро.